# 케트키 다베
케트키 다베(Ketki Dave, 1960년 8월 13일 ~ )는 인도의 배우, 코메디언이다.